# 안정면
안정면(安定面)은 대한민국 경상북도 영주시의 면이다. 넓이는 43.6km2이고, 인구는 2015년 말 기준으로 3,333명이다.

## 행정 구역
| 법정리 | 행정리                    | 비고                  |
| ------ | ------------------------- | --------------------- |
| 내줄리 | 내줄리                    |                       |
| 단촌리 | 단촌1리, 단촌2리          |                       |
| 대평리 | 대평리                    |                       |
| 동촌리 | 동촌1리, 동촌2리          |                       |
| 묵리   | 묵리                      |                       |
| 봉암리 | 봉암리                    |                       |
| 생현리 | 생현1리, 생현2리          |                       |
| 신전리 | 신전1리, 신전2리, 신전3리 | 면행정복지센터 소재지 |
| 안심리 | 안심1리, 안심2리          |                       |
| 여륵리 | 여륵1리, 여륵2리          |                       |
| 오계리 | 오계1리, 오계2리          |                       |
| 옹암리 | 옹암리                    |                       |
| 용산리 | 용산1리, 용산2리          |                       |
| 일원리 | 일원리                    |                       |